# الاختطاف الجماعي بإجوالا (2014)
في 26 سبتمبر عام 2014، فُقد 43 طالبا من كلية راؤول إيسيدرو للمعلمين الريفية في بورغوس في أيوتزينابا في إغوالا، غيريرو، المكسيك. ووفقا لتقارير رسمية، كانوا قد سافروا إلى إغوالا ذلك اليوم لتنظيم احتجاج ضد ما يعتبرونه الممارسات التمييزية في التوظيف والتمويل من جانب الحكومة المكسيكية. أثناء الرحلة اعترضتهم الشرطة المحلية وتلا ذلك حدوث مواجهة. ولا تزال تفاصيل ما حدث أثناء وبعد الصدام غير واضحة، ولكن انتهى التحقيق الرسمي أنه بمجرد أن تم احتجازهم تم تسليمهم إلى اتحاد الجويريروز وهي نقابة محلية للجريمة، ومن ثم تم قتلهم.وتعتقد السلطات المكسيكية أن عمدة إغوالا، خوسيه لويس فيلاسكيز آباركا، وزوجته ماريا دي لوس انجليس بينيدا فيلا هما العقل المدبر المحتمل لعملية الاختطاف. كلا منهما قد فروا بعد الحادث، جنبا إلى جنب مع قائد شرطة المدينة، فيليب فلوريس فيلاسكيز. وألقي القبض على الزوجين منذ نحو شهر في وقت لاحق في مكسيكو. أدت الأحداث أيضا إلى هجمات على مبان حكومية، واستقالة المحافظ غيريرو، أنخيل أغيري ريفيرو، في مواجهات واحتجاجات على مستوى الولاية. وسرعان ما أصبح الخطف جماعي للطلاب واحدا من أكبر فضائح الأمن السياسي والعام يواجهه الرئيس المكسيكي إنريكي بينيا نييتو خلال إدارته. وأدى ذلك إلى احتجاجات وطنية، لا سيما في ولاية غيريرو ومكسيكو، وإدانة دولية.
في 7 نوفمبر، عقد المدعي العام بالمكسيك جيسيوس موريللو كرم مؤتمرا صحفيا أعلن فيه أن العديد من الأكياس البلاستيكية التي تحتوي على بقايا بشرية، ربما لهؤلاء الطلاب المحسوبين في عداد المفقودين، عثر عليها في نهر في كوكيولا، غيريرو. وقال أن 74 من المشتبهين بهم قد اعتقلوا، بمن فيهم أعضاء اتحاد الجويريروز الذين اعترفوا بقتل الطلبة والتخلص من رفاتهم. والتحقيقات مازالت جارية لتحديد هوية أصحابها.

## الاحتجاج وتبادل إطلاق النار
في 26 سبتمبر عام 2014، في حوالي 09:30 مساء (CST)، سافر أكثر من 100 طالب وطالبة من es في تيكستلا، غيريرو، إلى إغوالا، غيريرو، بغرض تنظيم احتجاج اعتبروه من ممارسات التوظيف والتمويل التمييزية من الحكومة. وادعى الطلاب أن برامج تمويل الحكومة فضلت طلاب الكليات الحضرية فوق المناطق الريفية واستأجرت بصفة تفضيلية المعلمين من المناطق الداخلية من المدينة. وكان الطلاب في السابق قد حاولوا أن يشقوا طريقهم إلى تشيلبانسينغو، ولكن السلطات والإدارة الاتحادية منعتهم وأغلقت الطرق المؤدية إلى العاصمة في إغوالا، وكانت خطتهم هي مقاطعة المؤتمر DIF السنوي الذي ينظمه ماريا دي لوس انجليس بينيدا فيلا، الرئيس المحلي للمنظمة وزوجة رئيس بلدية إغوالا خوسيه لويس فيلاسكيز آباركا. وكان الغرض من المؤتمر هو للاحتفال بالإنجازات العامة لهم، ولتعزيز حملتها بصفتها العمدة القادمة لإغوالا. وكان لمعلمين الطلاب أيضا خطط لاستطلاع تكاليف الانتقال إلى مكسيكو سيتي للمسيرة للاحتفال بذكرى مذبحة الطلاب 1968 في تلاتيلولكو. ومع ذلك، في طريقهم إلى هناك، تم اعتراض الطلاب من قبل قوات الشرطة البلدية لإغوالا، ويقال أن ذلك بناء على أوامر من رئيس البلدية.

## عملية الإختطاف
بعد تبادل إطلاق النار، قال شهود عيان أنه ألقي القبض على الطلاب وأرغموا على الصعود إلى سيارات الشرطة. وحين أصبحوا قيد الاعتقال تم نقل الطلاب إلى مركز الشرطة في إغوالا ومن ثم تسليمهم إلى الشرطة في كوكيولا. ثم أمر نائب قائد الشرطة في كوكيولا سيزار غونزاليس نافا مرؤوسيه لنقل الطلاب إلى المجمع الريفي المعروف باسم بويبلو فيجو. في مرحلة ما، في حين كانو لا يزالون على قيد الحياة، تم تسليمهم من قبل الشرطة لأعضاء اتحاد الجويريروز («ووريورز المتحدون»)، وهي منظمة إجرامية في غيريرو. واحدة من الشاحنات المستخدمة لنقل الطلاب كان يملكها جليادرو لوبيز أستوديللو (الاسم المستعار «إل جيل» و / أو «إل كابو جيل»)، زعيم على مستوى رفيع من العصابة. استدعى «إل جيل» حينئذ سيدرونيو كازاروبياس سالغادو، القيادي البارز في اتحاد الجويريروز وقال له أن الرعاع المحتجزون لديه يشكلون تهديدا لسيطرة العصابة في المنطقة. وفرضا، فإن اتحاد الجويريروز يعتقد أن بعض الطلاب كانوا أعضاء متسللين من عصابة منافسة معروفة باسم لوس روجوس. مع هذه المعلومات، سمح كازاروبياس لمرؤوسيه بقتل الطلاب. واعتقد المحققون أن أحد أفراد العصابة المعروف باسمه المستعار «إل تشاكي» و / أو «إل تشوكى» قد شارك في القتل. وكان يُشتبه أنه متعاون مع فرانسيسكو سالجادو فايإداريس، وهو واحد من قادة الأجهزة الأمنية إغوالا، الذي شارك في خطف الطلاب.

## روابط خارجية
- Anatomy of a Mexican Student Massacre

قالب:Mexican Drug War